# Російський державний гуманітарний університет
Російський державний гуманітарний університет (рос. Российский государственный гуманитарный университет (РГГУ)) — великий навчально-науковий центр в Москві, створений в березні 1991 на базі Московського державного історико-архівного інституту.
Один з головних його засновників, перший ректор, а потім президент — ректор Державного історико-архівного інституту, професор Юрій Афанасьєв.

## Структура
У структуру РДГУ входять вісім навчальних інститутів (історико-архівний, психології, економіки, управління і права, культурної антропології, європейських культур, вищих гуманітарних досліджень, східних культур, мас-медіа), 11 факультетів, 65 кафедр. Крім того, тут діють:
- Центр довузівської освіти,
- 5 міжнародних навчально-наукових центрів,
- Навчальний художній музей, створений спільно з Державним музеєм образотворчих мистецтв ім. О. С. Пушкіна,
- Наукова бібліотека
- Центр комплектування бібліотек вузів РФ іноземною літературою,
- Центр консервації документів бібліотек вузів РФ,
- Навчально-науковий центр «Історія науки і нові технології освіти» та ін

У РДГУ навчаються понад 10 тис. студентів в головному підрозділі і близько 20 тис. — у філіях. Професорсько-викладацький склад університету налічує близько 500 штатних викладачів і близько 200 сумісників, фахівців з установ РАН, вузів Москви та інших наукових установ. У РДГУ працюють 27 академіків, 7 членів-кореспондентів РАН, 115 професорів і докторів, 310 кандидатів наук.

## Спеціальності та напрямки
РДГУ веде навчання студентів за професійними освітніми програмами з 22 спеціальностей і 12 напрямків підготовки, у тому числі — історико-архівознавство, міжнародні відносини, сходознавство, релігієзнавство, історія, соціальна антропологія, зв'язки з громадськістю, політологія, документознавство, мистецтвознавство, музеологія, менеджмент, світова економіка, філософія, філологія, психологія, інтелектуальні системи, журналістика.
В аспірантурі РДГУ навчаються близько 300 аспірантів по 36 спеціальностями, є докторантура. Працюють 11 спеціалізованих учених рад, п'ять з них — по захисту докторських дисертацій.
У РДГУ існував Дискусійний клуб при кафедрі країн пострадянського зарубіжжя.

## Інститути та факультети РДГУ
- Історико-архівний інститут
- Інститут економіки, управління та права
- Інститут психології ім. Л. С. Виготського
- Інститут мас-медіа
- Інститут лінгвістики
- Інститут інформаційних наук і технологій безпеки
- Інститут філології та історії
- Інститут східних культур і античності
- Інститут нових освітніх технологій
- Російська антропологічна школа
- Філософський факультет
- Соціологічний факультет
- Факультет історії мистецтва

## Викладачі
- Аветисян Декарт Овсеповіч — професор, фахівець в області комп'ютерної обробки текстів.
- Бабкін Михайло Анатолійович — доктор історичних наук, професор, професор кафедри історії Росії новітнього часу.
- Басовська Наталія Іванівна — доктор історичних наук, професор, зав. кафедрою загальної історії Історико-архівного інституту РДГУ, директор навчально-наукового Центру візуальної антропології та егоісторії, співдиректор Російсько-американського центру біблеїстики та юдаїки. Голова спеціалізованої вченої ради РДГУ — Д.212.198.07, заст. голови спеціалізованої вченої ради РДГУ — Д.212.198.03.
- Данилевський Ігор Миколайович — доктор історичних наук, доцент, заступник директора Інституту загальної історії РАН.
- Коротаєв Андрій Віталійович — доктор історичних наук, професор, завідувач Кафедрою сучасного Сходу. Один з засновників російського неоеволюційного напряму та напряму математичного моделювання історичних процесів.
- Неклюдов Сергій Юрійович — доктор філологічних наук, професор, директор Центру типології та семіотики фольклору РДГУ.
- Яковенко Ігор Григорович — російський культуролог, філософ, правозахисник, професор кафедри історії та теорії культури.
- Юрганов Андрій Львович (1959) — доктор історичних наук, професор кафедри вітчизняної історії стародавнього світу та середніх віків факультету архівної справи Історико-архівного інституту в складі РДГУ (з 1997 р.).

## Деякі випускники
- Тіна Канделакі — журналістка і телеведуча.
- Антон Вікторович Короленков – російський антикознавець, фахівець з історії громадянських воєн у Стародавньому Римі.
- Микита (Добронравов) — церковний історик, фахівець з церковного права.